# Ljugaren, Värmland
Ljugaren är en sjö i Karlskoga kommun i Värmland och ingår i Göta älvs huvudavrinningsområde. Sjön är 7 meter djup, har en yta på 0,014 kvadratkilometer och befinner sig 165,2 meter över havet.